# Congresso Nacional Indiano
O Congresso Nacional Indiano (em hindi: भारतीय राष्ट्रीय कांग्रेस; em inglês: Indian National Congress, INC), também conhecido como Partido do Congresso ou simplesmente Congresso, é a mais antiga das organizações políticas ativas na Índia. Fundado em 1885, foi o primeiro movimento nacionalista moderno a surgir no Império Britânico na Ásia. A partir do final do século XIX, e especialmente depois de 1920, sob a liderança de Mahatma Gandhi, líder do movimento de independência da Índia, o Congresso liderou o país à independência do Reino Unido e influenciou outros movimentos nacionalistas anticolonialistas no Império Britânico.
O INC é um dos dois maiores partidos políticos da Índia, juntamente com seu maior rival, o Partido do Povo Indiano. É um partido pega-tudo cuja plataforma é geralmente considerada "centrista" na política indiana. Após a independência da Índia em 1947, emergiu como um partido abrangente, dominando a política indiana pelos 20 anos seguintes. Seu primeiro membro a tornar-se primeiro-ministro, Jawaharlal Nehru, apoiou políticas socialistas criando a Comissão de Planejamento, introduzindo Planos Quinquenais, implementando uma economia mista e estabelecendo um estado laico. Após a morte de Nehru e o curto mandato de Lal Bahadur Shastri, Indira Gandhi tornou-se a líder do partido e o fez adepto do protecionismo. Nas 17 eleições desde a independência, ela conquistou a maioria absoluta em sete ocasiões e liderou a coalizão governante mais três vezes, liderando o governo central por mais de 54 anos. Houve seis primeiros-ministros membros do partido, sendo o primeiro Nehru (1947-1964) e o mais recente Manmohan Singh (2004-2014).
Em 1969, sofreu uma grande cisão, com uma facção liderada por Indira Gandhi saindo para formar o Congresso (R), deixando o restante como Congresso (O). O Congresso (D) tornou-se a facção dominante, vencendo as eleições gerais de 1971 com uma enorme margem. No entanto, outra divisão ocorreu em 1979, levando à criação do Congresso (I), que foi reconhecido como o Congresso pela Comissão Eleitoral indiana em 1981. Sob a liderança de Rajiv Gandhi, o partido obteve uma vitória maciça nas eleições gerais de 1984 mas perdeu a eleição realizada em 1989 para a Frente Nacional. Posteriormente, voltou ao poder liderado por P.V. Narasimha Rao, que buscou fazer o partido adotar uma agenda economicamente liberal. Porém, perdeu as eleições gerais de 1996 e foi substituído no governo pela Frente Nacional (então Partido do Povo Indiano). Após oito anos fora do cargo, a coalizão liderada pelo Congresso, conhecida como Aliança Progressista Unida (UPA), sob a liderança de Manmohan Singh formou governo após vencer as eleições gerais de 2004 e 2009. Singh tornou-se o primeiro primeiro-ministro desde Nehru a ser reeleito após completar um mandato completo de cinco anos. No entanto, nas eleições gerais de 2014, o Congresso sofreu uma pesada derrota, conquistando apenas 48 dos 543 assentos do Lok Sabha.
Tratando-se de questões sociais, defende uma posição secularista, igualitarista e favorável à estratificação social. O partido defende a igualdade de oportunidades, a saúde pública, a liberdade civil e o bem-estar de minorias e dos mais pobres, com apoio à uma economia de mercado. Entre seus membros, também há aqueles que apoiam reformas econômicas como liberalização, globalização e privatizações estratégicas.
Atualmente, o Congresso é o maior partido de oposição ao governo de Modi, e, ideologicamente, está posicionando na centro-esquerda, sendo membro da Internacional Socialista e da Aliança Progressista.

## Resultados eleitorais

### Eleições legislativas
| Data    | Cl. | Votos       | %          | +/- | Deputados | +/- | Status   |
| ------- | --- | ----------- | ---------- | --- | --------- | --- | -------- |
| 1951/52 | 1.º | 47 665 875  | 45,0 / 100 |     | 364 / 489 |     | Governo  |
| 1957    | 1.º | 57 579 589  | 47,8 / 100 | 2,8 | 371 / 494 | 7   | Governo  |
| 1962    | 1.º | N/D         | 44,7 / 100 | 3,1 | 361 / 494 | 10  | Governo  |
| 1967    | 1.º | N/D         | 40,8 / 100 | 3,9 | 283 / 520 | 78  | Governo  |
| 1971    | 1.º | N/D         | 43,7 / 100 | 2,9 | 352 / 518 | 69  | Governo  |
| 1977    | 2.º | N/D         | 34,5 / 100 | 9,2 | 154 / 542 | 198 | Oposição |
| 1980    | 1.º | N/D         | 42,7 / 100 | 8,2 | 353 / 542 | 199 | Governo  |
| 1984    | 1.º | 115 478 267 | 49,1 / 100 | 6,4 | 404 / 533 | 51  | Governo  |
| 1989    | 1.º | N/D         | 39,5 / 100 | 9,6 | 197 / 545 | 207 | Oposição |
| 1991    | 1.º | N/D         | 35,7 / 100 | 3,8 | 244 / 545 | 47  | Governo  |
| 1996    | 1.º | 96 455 493  | 28,8 / 100 | 6,9 | 140 / 545 | 104 | Oposição |
| 1998    | 1.º | 98 140 471  | 25,8 / 100 | 3,0 | 144 / 545 | 4   | Oposição |
| 1999    | 1.º | 103 120 330 | 28,3 / 100 | 2,5 | 114 / 545 | 30  | Oposição |
| 2004    | 1.º | 103 405 272 | 26,7 / 100 | 1,6 | 145 / 543 | 31  | Governo  |
| 2009    | 1.º | 119 110 776 | 28,6 / 100 | 1,9 | 206 / 543 | 61  | Governo  |
| 2014    | 2.º | 106 938 242 | 19,3 / 100 | 9,3 | 44 / 543  | 162 | Oposição |
| 2019    | 2.º | 119 494 885 | 19,5 / 100 | 0,2 | 52 / 543  | 8   | Oposição |